# フラウト・トラヴェルソ
フラウト・トラヴェルソ（伊：Flauto traverso）は木管楽器の古楽器の一種で、今日のフルート（モダン・フルート）の前身となった横笛である。略して「トラヴェルソ」と呼ばれることも多い。

## 概要
バロック期以前には、西洋音楽においてフルートといえば縦型のリコーダーの方が主流であったことから、「traverso（横向きの）」という修飾語を付けてフラウト・トラヴェルソと呼ばれていた。トラヴェルソのうち、バロック期に作られたものは「バロック・フルート」、古典派からロマン派の時代に作られたものは「クラシカル・フルート」「ロマンチック・フルート」と呼んで区別することもある。
バロック期における典型的なトラヴェルソにはトーンホールが7つあり、歌口に近い側の6つの穴は、左手の第2 - 4指と右手の第2 - 4指で直接押さえる。最下流の穴には指が届かないので、右手第5指で押すと穴が開くシーソー形のキーが設けられている。この形態から「1キーフルート」とも呼ばれる。頭部管・中部管・足部管の3部分に分割されるものと、頭部管・左手管・右手管・足部管の4部分に分割されるものとがあり、キーは足部管に付いている。モダン・フルートはキーを必ず右側にして構えるが、1キーフルートは足部管を回転させれば左側に構えることもでき、この場合キーは左手第5指で操作する。

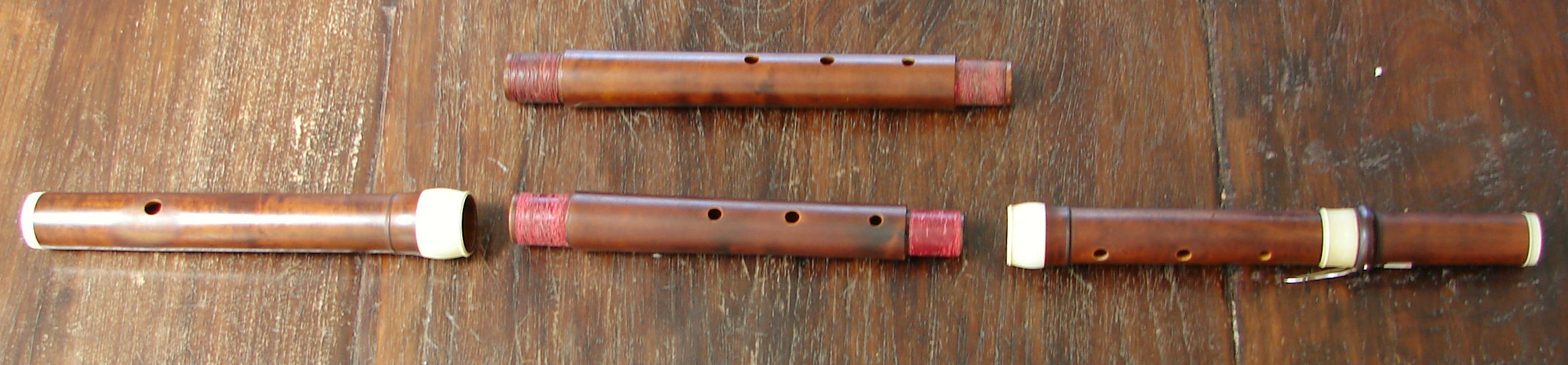
バロック・フルート（4分割型，上方はピッチの異なる替え管，復元楽器）

キーの付いたトーンホール以外は直接指でふさぐため、必然的にトーンホールの大きさが限られ、小さな音量しか出すことができない上、全体にややこもった暗い感じの音ではあるが、多様な音色を持ち、繊細で豊かな表現が可能である。音域はD4からE6までというものが一般的であるが、B6までの運指が知られており、A6あたりまでは出しやすい楽器もある。いわゆるD管であるにもかかわらず、楽譜は実音で記譜されたため移調楽器ではない。長調について考えると、D-dur（ニ長調）、G-dur（ト長調）、A-dur（イ長調）は比較的大きな音量で演奏できるが、それ以外の調ではクロスフィンガリングによって出す弱々しく不安定な半音が多くなるため、演奏は容易ではない。つまり、五度圏の図で D-dur（ニ長調）から遠い調ほど演奏が困難になっていく。
1キーフルートは、今なお古楽器愛好家のために復元楽器が多数製作されている。いわゆるアイリッシュ・フルートもトラヴェルソの生き残りであり、こちらはキーの無いシンプルなものが多いが、クラシカル・フルートのような多キーのものも作られている。

## 構造
モダン・フルートと比べると極めてシンプルで、複雑なキーメカニズムはなく、頭部管のリッププレートもない。外径は全体的にモダンフルートよりも太く、内径は頭部管から足部管に向かってしだいに小さくなる円錐形になっている。管の結合部はテノンと呼ばれ、糸を巻いてあるものと薄いコルクを巻いてあるものとがあり、適宜コルクグリースを塗布して気密を保つ。

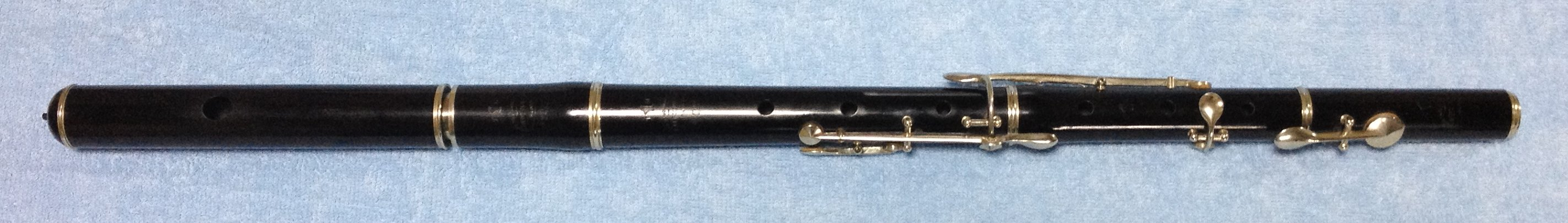
クラシカル・フルート（6キー）

古典派以降の時代になると、より多くの調に対応できるよう、半音を出すための新たなトーンホールが設けられ、これを開閉するキーが付け加えられていった。さらに、高音域を出しやすくするために管の内径を細めるなどの改変がなされて、いわゆる「クラシカル・フルート」「ロマンチック・フルート」へと変貌していく。これによって音は明るさや軽やかさを増していったが、これらは当時の楽器製作者たちが、それぞれの考えに基づいて行ったものなので、統一されていたわけではなく、運指も複雑となって運動性能が良いとは言い難く、必ずしも十分な効果が得られたわけではない。

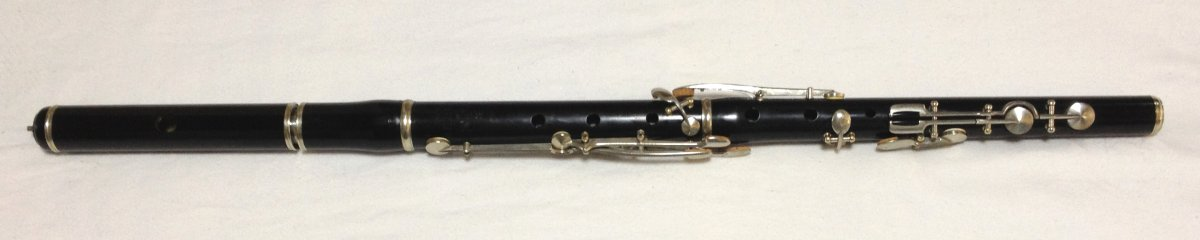
メイヤー式フルート（10キー）

1847年のベーム式フルートの登場によって、トラヴェルソの時代は終焉を迎えるが、トーンホールの径を大きくして音量を増すなどの改良が加えられた多キーのメイヤー式フルートは、フランスを除くヨーロッパやアメリカで、1930年代まで使われていた。

## 材質
モダン・フルートは、ほとんどが銀や洋白などの金属で作られているが、古いものはほとんど木製である。フラウト・トラヴェルソの管体の材質としては柘植（つげ）や楓（かえで）、梨（なし）、黒檀（こくたん）、グラナディラなどが用いられる。比較的軟らかい木材が好まれることが多く、現在製作されているトラヴェルソも多くが柘植製である。表面は塗装などの処理が施されていることが多く、外観だけでは材種がわかりにくいこともある。木材は湿度の変化などによって割れやすいので、定期的に内部に油を塗布するなどのメンテナンスが欠かせない。
木材以外で最も多く使用された材料は象牙で、総象牙製のフルートはとりわけ王侯貴族に愛用された。木製フルートでも、結合部の飾りあるいは補強のために銀や象牙のリングを用いているものがある。しかし、象牙も割れやすいので今日まで残っている当時の楽器には、割れを補修してあるものが多い。クリスタルガラスで作られた美しいフルートも残っている。
キーは銀や真鍮（黄銅）、洋白などで作られており、穴を塞ぐ部分には薄いシート状のパッドが貼られて空気漏れを防いでいる。パッドの材質は皮などであるが、製作者によって異なり、スズ系合金であるピューター製の弁を用いるものもあった。
なお、現在は日本のトヤマ楽器製造（株）からABS樹脂製のトラヴェルソも発売されている。油を塗布する必要がなく、メンテナンスが容易である。

## 製作者
アムステルダムの木管楽器製作家リチャード・ハッカ（Richard Haka, 1645-1705）の作った3分割フルートが、現存する最古のバロック・フルートであるといわれているが、いつ頃誰によって最初に考え出されたのか、確かなことはわかっていない。バロック時代に作られたオリジナルの製作者については正確に判らないものもあるが、名前がよく知られたトラヴェルソの製作者もおり、彼らの名前はトラヴェルソやリコーダーのモデル名としても使われている。代表的な製作者は以下のとおり。
- ジャック・オトテール（Jacques-Martin Hotteterre，1674-1763，フランス）…通称オトテール・ル・ロマン。オトテール一族はフランスの著名な楽器製作者。3分割式のモデルがよく知られている。
- ヨハネス・ヒアキントス・ロッテンブルク（Johann Hyacinthus Rottenburgh，1672-1756，ベルギー）…JHRでなく、IHRと略記されることがある。
- ゴットフリード・アドリアヌス・ロッテンブルグ（Godfridus Adrianus Rottenburgh，1703-1768，ベルギー）…ヨハネス・ヒアキントス・ロッテンブルクの息子。GARと略記されることがある。
- トーマス・ステインズビー・ジュニア（Thomas Stanesby Jr.，1692-1754，イギリス）…父親のトーマス・ステインズビー（Thomas Stanesby Sr.）も著名な楽器製作者。
- ピーター・ブレッサン（Peter Jailliard Bressan，1663-1731，イギリス）…銀象嵌を施した独特のデザインを持つ4分割式フルートがよく知られている。
- ヤーコブ・デンナー（Jakob Denner，1681-1735，ドイツ）…父親のヨハン・クリストフ・デンナー（Johann Christoph Denner，1655-1707）も著名な楽器製作者。
- アウグスティン・グレンザー（Carl Augustin Grenser，1757-1814，ドイツ）
- クロード・ローラン（Claude Laurent，?-1848，フランス）…クリスタルガラス製フルートの製作者。今日の木管楽器に広く使われているキーポストの構造を考案したことでも知られている。

## 演奏家
トラヴェルソが広く使われていたのはバロック後期、17世紀後半から18世紀後半の約100年間だが、この短い間に作曲家や楽器製作者を兼ねた（当時はそれが普通であった）著名な演奏家が数多く存在している。
- ヨハン・ヨアヒム・クヴァンツ（ドイツ）…プロイセン王フリードリヒ2世にトラヴェルソを指導した人物でもあり、製作家・作曲者、および教本の執筆者としても知られている。
- ジャック・オトテール（フランス）…製作者のところでも名前が挙がったが、クヴァンツと同様に教本の執筆者としても活躍し、特に作曲家としてよく知られている。
- ピエール＝ガブリエル・ビュファルダン（フランス）…クヴァンツの師に当たる人物。フランスで活躍していたが、後にドレスデンの宮廷楽団に招かれてJ.S.バッハにも影響を与えたと言われている。
- ミシェル・ブラヴェ（フランス）…演奏家兼作曲家。ヨーロッパ中で演奏を披露した。
- フランソワ・ドゥヴィエンヌ（フランス）…パリ音楽院の初代フルート教授。既に多キーのフルートも登場していたが、最期まで1キーフルートのみを演奏した。

また、この頃フラウト・トラヴェルソを演奏することは王侯貴族のたしなみとして盛んに愛好されており、特にフリードリヒ2世は名手として知られている。
トラヴェルソは音量や音程面の改良が進められる中でしだいにクラシカル・フルートへと変化していったが、20世紀後半になってから一連の古楽復興運動の中で再び演奏される機会が増え、演奏家の育成も進んでいる。以下に代表的な現代の演奏家の名前を挙げる。古楽#主要な古楽演奏家も参照。
- フランス・ブリュッヘン（オランダ）
- バルトルト・クイケン（ベルギー）
- 有田正広
- 前田りり子
- 森本英希